# Nya Allén
A Nya Allén – literalmente Alameda Nova - é uma larga e longa avenida, em redor do centro histórico da cidade de Gotemburgo, na Suécia.

Tem 1 830 m de extensão, começando em Järntorget e terminando em Stampbron. Corre paralelamente ao exterior de Vallgraven, o velho fosso defensivo da cidade, deixando um enorme parque ajardinado entre a faixa de rodagem e o fosso propriamente dito.